# Сан Дженезио ед Унити
Сан Дженѐзио ед Унѝти (на италиански: San Genesio ed Uniti, на местен диалект: San Ginès, Сан Джинез) е община в Северна Италия, провинция Павия, регион Ломбардия. Административен център на общината е градче Сан Дженезио (San Genesio), което е разположено на 86 m надморска височина. Населението на общината е 3842 души (към 2014 г.).